# Ladronas
Voleuses es una película francesa dirigida por Mélanie Laurent y estrenada en 2023 en Netflix. Se trata de una adaptación de la historieta La Grande Odalisque firmada por Jérôme Mulot, Florent Ruppert y Bastien Vivès.

## Sinopsis
Carole y Álex son dos ladronas muy atractivas y con mucho talento. Son dos amigas muy cercanas desde tiempo atrás. Pero quieren dejar de vivir ilegalmente, después de un último "golpe". Para este atraco definitivo, pero muy diferente de lo habitual, se asocian con una tercera joven, Sam. 

## Reparto
- Mélanie Laurent: Carole
- Adèle Exarchopoulos: Álex
- Manon Bresch: Sam
- Isabelle Adjani: Madrina
- Félix Moati: Clarence
- Philippe Katerine: Abner

## Producción
En agosto de 2022, se anunció que Mélanie Laurent dirigiría una adaptación cinematográfica de la historieta La Grande Odalisque de Jérôme Mulot, Florent Ruppert y Bastien Vivès publicada en 2012. En un proyecto anterior, abortado, participaban los guionistas Victor Saint Macary y Fadette Drouard y en él participarían Virginie Efira, Leïla Bekhti y Anaïs Demoustier. El  rodaje comienza en septiembre de 2022. Tuvo lugar principalmente en París, en Córcega y en el circuito de la Sarthes. La música está compuesta por Archive y está disponible en formato digital en plataformas de descarga.